# کونسیسائو دو ژاکوایپ
کونسیسائو دو ژاکوایپ (به پرتغالی: Conceição do Jacuípe) یک منطقهٔ مسکونی در برزیل است که در باهیا واقع شده‌است. کونسیسائو دو ژاکوایپ ۱۱۷٫۵۳ کیلومتر مربع مساحت و ۳۳٬۳۹۸ نفر جمعیت دارد و ۲۴۸ متر بالاتر از سطح دریا واقع شده‌است.